# Graeme Segal

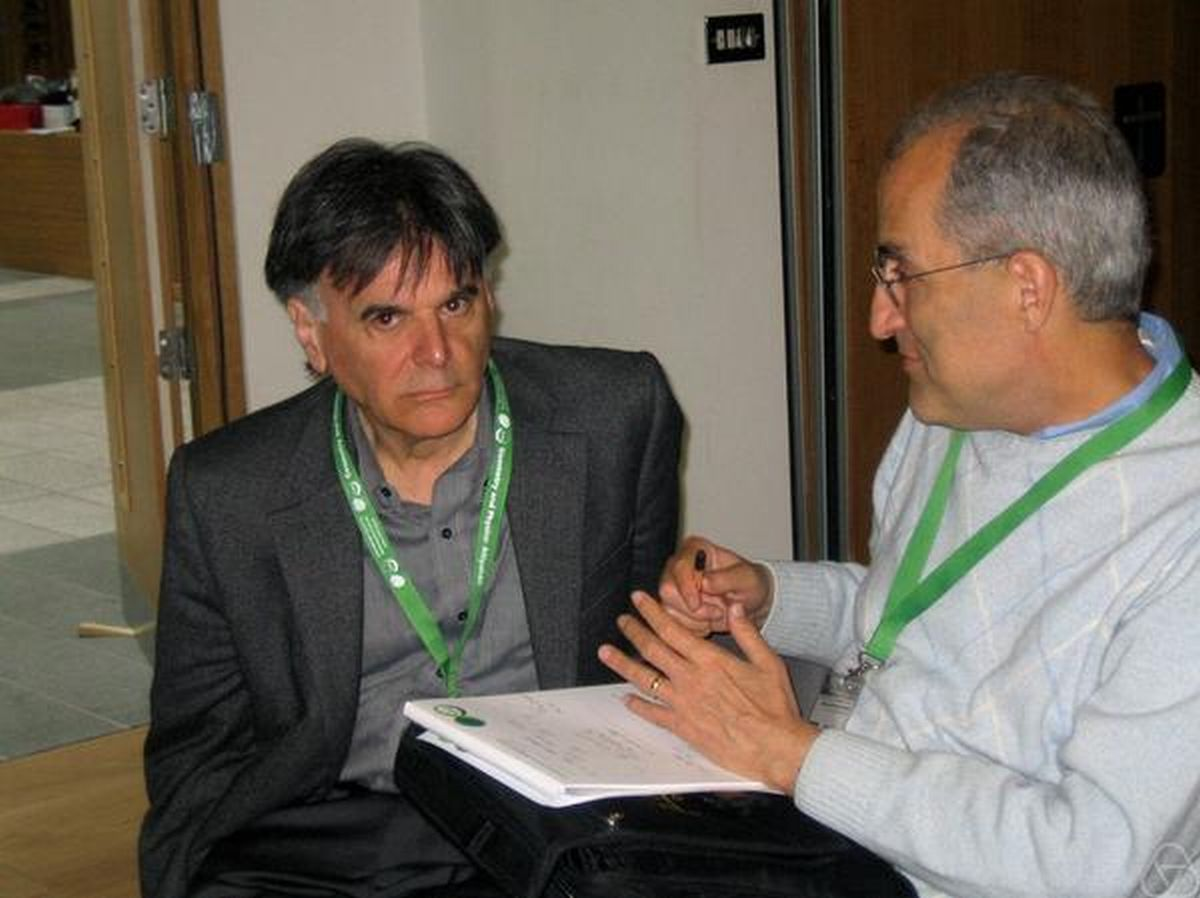
Graeme Segal (links) mit Edward Witten, Edinburgh 2009

Graeme Bryce Segal (* 21. Dezember 1941 in Sydney) ist ein britischer Mathematiker, der sich mit Topologie, mathematischer Physik und Darstellungstheorie von Gruppen beschäftigt.

## Leben
Segal promovierte 1967 bei Michael Atiyah an der Universität Oxford über äquivariante K-Theorie. Zurzeit ist er Professor in Oxford. Er war unter anderem Gastprofessor an der Columbia University. 1969/70 war er am Institute for Advanced Study in Princeton.
Segal ist einer der Pioniere auf dem Gebiet der elliptischen Kohomologie und entwickelte eine eigene Theorie unendlich oft iterierter Schleifenräume (infinite loop spaces) und der Darstellungstheorie zugehöriger Schleifengruppen. Beide Theorien haben Anwendungen in topologischer Quantenfeldtheorie, für die Michael Atiyah und Segal eine axiomatische Definition gegeben haben, und in der Stringtheorie.
Eine nach ihm benannte Vermutung (Segal-Vermutung oder Burnside-Ring-Vermutung von Segal) wurde 1984 von Gunnar Carlsson bewiesen.
Er ist Fellow des All Souls College in Oxford (und war nach dem Studium Fellow des St. Catherines College) und seit 1982 Fellow der Royal Society in London. Er ist Mitglied der London Mathematical Society.
1990 erhielt er den Pólya-Preis. 1970 war er Invited Speaker auf dem ICM in Nizza (Equivariant stable homotopy theory) und 1990 in Kyōto (Geometric aspects of Quantum Field Theory). 2010 erhielt er die Sylvester-Medaille.

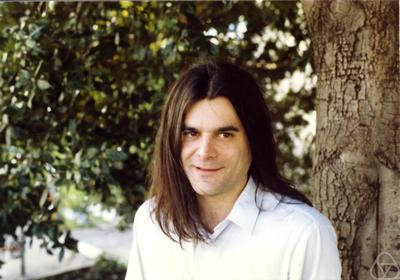
Graeme Segal 1982

## Schriften
- Loop Groups (Oxford Mathematical Monographs). Neuaufl. Clarendon Press, Oxford 2003, ISBN 0-19-853561-9 (zusammen mit Andrew Pressley).
- Lectures on Lie groups and Lie algebras (London Mathematical Society Student texts; Bd. 32). 5. Aufl. Cambridge University Press, Cambridge 2006, ISBN 0-521-49579-2 (zusammen mit Ian Macdonald und Roger Carter).